# Viognier

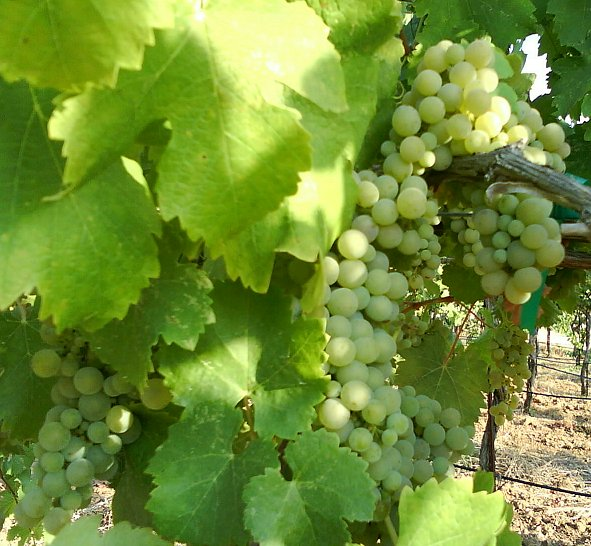
Viognier

Viognier este un soi de struguri care provine din sudul Franței. În 2011, firma Halewood a plantat pentru prima dată în România acest soi, rezultând un vin cu arome de fructe (piersică), flori de portocal, salcâm.